# Minüészek
A minüészek az ókori görög mitológiában szereplő népcsoport, akiknek létezése, viszonya a protogörögökkel és a pelaszgokkal nem világos, a mitológia és a kutatók álláspontja sem egységes az ügyben. Feltehetően a név összefügg a görög világban elterjedt sok hasonló településnévvel. Ilyenek találhatóak Szicíliában, ilyen az argoliszi Minóa. Kapcsolatba hozták őket a minószi civilizáció névadójával, és a boiótiai Orkhomenosz legendás alapítójával, Minüásszal is.